# Cyriel Van Hulle (Woesten)
Cyriel Desiré Van Hulle (Tielt, 24 november 1912 - Woesten, 14 november 1980) was een Belgisch politicus. Hij was burgemeester van Woesten.

## Levensloop
Cyriel Van Hulle is geboren in Tielt en verhuisde na zijn huwelijk met Gabrielle Dewitte in 1939 naar Woesten. Na de gemeenteraadsverkiezingen van 1964 werd hij eerste schepen in Woesten. Na het overlijden van burgemeester Jules Mergaert in juli 1965 werd hij waarnemend burgemeester van Woesten. Eind september 1965 werd hij benoemd tot burgemeester van Woesten. Na de verkiezingen van 1970 bleef hij burgemeester en dit tot de fusie van Woesten met Vleteren in 1976.